# Manuela Arbeláez
Manuela Arbeláez Correa (sinh ngày 9 tháng 9 năm 1988)  là một người mẫu và nữ diễn viên người Mỹ gốc Colombia, nổi tiếng chủ yếu với vai trò của cô trong chương trình truyền hình The Price Is Right.

## Cuộc đời và sự nghiệp
Arbeláez sinh ra ở Medellín, Colombia bởi Luis Carlos Arbeláez và Gloria Correa, nhưng chuyển đến Hoa Kỳ vào năm 2006 và chuyển đến West New York, New Jersey. Một thời gian ngắn sau khi chuyển đến Hoa Kỳ, Arbeláez trở thành một trong những người vào chung kết trong mùa giải 2008 của Nuestra Belleza Latina, một cuộc thi sắc đẹp/chương trình thực tế phát trên kênh truyền hình tiếng Tây Ban Nha của USA Univision và cô được xếp vị trí thứ 6 trong cuộc thi.
Cuối năm đó, Arbeláez là một trong năm người lọt vào vòng chung kết cuộc thi The Price Is Right Model Search. Mỗi người vào chung kết xuất hiện như một người mẫu trong một tập phim của chương trình vào tháng 10 năm 2008. Người chiến thắng đã được chọn bởi một người hâm mộ trên internet và đã giành được cơ hội thu băng thêm năm tập.
Mặc dù Arbeláez không giành chiến thắng trong cuộc thi, cô đã gây ấn tượng với nhà sản xuất The Price Is Right và được thuê làm người mẫu cho chương trình. Cô tham gia quay vòng thường xuyên của năm người mẫu trên The Price Is Right bắt đầu với tập 1 tháng 4 năm 2009. Cô tiếp tục làm người mẫu tham gia thường xuyên vào mùa giải sau. Trong năm 2012, tạp chí Complex đã chọn Arbeláez là số một trong danh sách của 25 The Hottest Game Show Eye Candy.
Năm 2010, Arbeláez xuất hiện trong video ca nhạc cho bài hát "It's in the Mornin" của Robin Thicke. Cô được mời tham gia hai tập phim với vai trò khách mời trong vở opera The Bold and the Beautiful vào tháng 6 năm 2010. Vào tháng 10 năm 2010, Arbeláez là cô gái chính trong video âm nhạc "Loving You No More" của Diddy - Dirty Money với Drake. Cô là một trong những người mẫu đoạt cúp tại Giải Grammy lần thứ 54 vào ngày 12 tháng 2 năm 2012.
Vào ngày 2 tháng 4 năm 2015, Manuela đã vô tình làm lộ bảng giá chính xác dành cho một chiếc xe hơi trị giá 21.960 đô la. Video về sự cố này trở nên nổi tiếng trên YouTube, thu hút hơn 15 triệu lượt xem.